# Dicliptera bracteata
Dicliptera bracteata là một loài thực vật có hoa trong họ Ô rô. Loài này được Seem. mô tả khoa học đầu tiên năm 1866.